# S. W. R. D. Bandaranaike
Solomon West Ridgeway Dias Bandaranake (em cingalês:  සොලොමන් වෙස්ට් රිජ්වේ ඩයස් බණ්ඩාරනායක; em tâmil:  சாலமன் வெஸ்ட் ரிட்ஜ்வே டயஸ் பண்டாரநாயக்கா; 8 de janeiro de 1899 - 26 de setembro de 1959), muitas vezes referido por suas iniciais como S. W. R. D. ou S. W. R. D. Bandarana e conhecido pelo povo Sri Lanka "O Sino de Prata da Ásia" (ආසියාවේ රිදී සීනුව), foi o quarto primeiro-ministro do Domínio do Ceilão (atual Sri Lanka), servindo de 1956 até seu assassinato em 1959. O fundador do nacionalismo de esquerda e cingalês Partido da Liberdade do Sri Lanka, seu mandato viu as primeiras reformas de esquerda do país.

## Vida
Nascido em uma família rica e política, ele estudou filosofia, política e economia na Christ Church, Oxford, e foi chamado para a barra do Inner Temple. Voltando ao Ceilão, ingressou na política local ao ingressar no Congresso Nacional do Ceilão. Tendo sido eleito para o Conselho Municipal de Colombo em 1926, foi eleito da sua sede familiar em Veyangoda para o Conselho de Estado do Ceilão por dois mandatos entre 1931 e 1947, enquanto exerceu no segundo mandato como Ministro da Administração Local no Conselho de Ministros. Tendo fundado o Sinhala Maha Sabhaem 1936 nas linhas nacionalistas cingalesas defendendo o autogoverno no Ceilão, juntou-se ao D. S. Senanayake dissolvendo o Sinhala Maha Sabha e fundindo-o com o Partido Nacional Unido em sua formação em 1947. Ele foi eleito para a Câmara dos Representantes em 1947 representando o Partido Nacional Unido de Attanagalla, que se tornaria a sede política de sua família pelos próximos cinquenta anos. Uma vez que o cingalês Maha Sabha formou o maior segmento do Partido Nacional Unido, D. S. Senanayake nomeou Bandaranaike como Ministro da Saúde e Governo Local e foi eleito líder da Câmara. Após vários desentendimentos, Bandaranaike renunciou ao governo e cruzou a palavra para a oposição, formando o Partido da Liberdade do Sri Lanka em 1951. Após a morte repentina de DS Senanayake e as eleições que se seguiram, Bandaranaike foi eleito líder da oposição. Reunindo uma poderosa coalizão chamada Mahajana Eksath Peramuna e contestando nas linhas do nacionalismo e do socialismo cingaleses, ele conseguiu uma vitória esmagadora sobre o Partido Nacional Unido nas eleições gerais de 1956, tornando-se o quarto primeiro-ministro do Ceilão. Seu mandato viu algumas das primeiras reformas de esquerda instituídas pelo Partido da Liberdade no Sri Lanka, como a nacionalização dos serviços de ônibus e introduzir legislação para proibir a discriminação baseada em castas. Bandaranaike removendo bases navais e aéreas britânicas no Ceilão e estabeleceu missões diplomáticas com vários estados comunistas. Ele implementou uma nova política linguística, o Sinhala Only Act, tornando o cingalês a única língua oficial do país criando muita controvérsia.
Em 25 de setembro de 1959, Bandaranaike foi baleado em sua casa em Colombo e morreu de seus ferimentos no dia seguinte. Um monge budista chamado Ven Talduwe Somarama foi preso, condenado e enforcado pelo assassinato de Bandaranaike. Ministro da Educação e líder interino da casa, Wijeyananda Dahanayake foi nomeado primeiro-ministro interino pelo Governador Geral e foi confirmado pelo Parlamento. A morte de Bandaranaike levou a turbulência política com o Mahajana Eksath Peramuna desmoronando sob Dahanayake, que acabou formando seu próprio partido para disputar as eleições gerais em março de 1960. Embora o Partido da Liberdade não tenha conseguido formar um governo sob a liderança de C. P. de Silva, novas eleições foram realizadas quatro meses depois, depois que o governo do Partido Nacional Unido perdeu o discurso do trono. A viúva de Bandaranaike, Sirima Ratwatte Dias Bandaranaike, liderou o Partido da Liberdade para obter a maioria no parlamento e foi nomeada a primeira mulher primeira-ministra do mundo. Ela expandiu as reformas de esquerda de seu marido em seus dois mandatos como primeiro-ministro de 1960 a 1964 e de 1970 a 1977. Em 1994, a filha de Bandaranaike, Chandrika Kumaratunga, liderou uma coalizão liderada pelo Partido da Liberdade para ser eleita primeira-ministra e, posteriormente, presidente, servindo de 1994 a 2005, durante o qual a viúva de Bandaranaike serviu como primeiro-ministro de 1994 a 2000 e o filho de Bandaranaike, Anura Bandaranaike serviu como Presidente do Parlamento do Sri Lanka de 2000 a 2001.